# Henri Hauser
Pour les articles homonymes, voir Hauser.
Henri Hauser, né le 19 juillet 1866 à Oran et mort le 27 mai 1946 à Montpellier, est un historien français (spécialiste du XVIe siècle, de la Réforme et de la Contre-Réforme), géographe, économiste et humaniste. Il a enseigné l'histoire économique dans de nombreuses universités, dont la Faculté des lettres de Paris de 1921 à 1936.

## Biographie
Henri Hauser né à Oran en 1866, est le fils d'Auguste Hauser (1816-1884) et de Zélia Aron (1840-1879) avec un frère Félix-Paul Hauser de 5 ans son ainé.
La famille tout d'abord, installée à Oran à la recherche d'un climat favorable pour la santé de leur mère, déménage à Marseille en 1870. La famille Hauser appartient à la bourgeoisie juive, laïque et très républicaine comme il la décrira plus tard dans ses mémoires à petite-fille. 
En 1872, ils s'installent à Saint-Denis, où son père ouvre un magasin de tailleur. Henri Hauser suit sa scolarité à la pension Lavalant, puis au lycée Fontanes-Condorcet, la partie collège du lycée Condorcet où il poursuivra ses études secondaires. 
Henri Hauser et son frère perdent leur mère Zélia Aron de tuberculose en 1879 puis son père en 1884. Henry Aron, son brillant oncle normalien directeur du Journal officiel, le plus jeune frère de sa mère devient son tuteur et jouera un rôle déterminant dans la carrière d'Henri.
Henri Hauser prépare le concours de l'École normale supérieure de la rue d'Ulm et est admis en août 1885, classé quatrième. Il y fait la connaissance de Paul Vidal de la Blache, qui l'influence dans le domaine de la géographie. Licencié en lettres en 1886, Henri est reçu premier au concours d'agrégation d'histoire et de géographie en 1888. 
Le 21 mai 1892, il soutient ses deux thèses de doctorat ès lettres à la Faculté de Paris. La première, en français, s'intéresse à François de La Noue, vaillant guerrier du XVIe siècle luttant avec honneur pour sa foi protestante. La deuxième, en latin, traite de Cléon en tant que démagogue. 

### Parcours professionnel
Après l'obtention de l'agrégation, Henri Hauser est nommé professeur au lycée de Bourges puis à Pau et Poitiers. En 1893, il devient chargé de cours de l'Antiquité et du Moyen Âge à la l'université de Clermont-Ferrand. Historien, il est spécialiste de la Renaissance, de la Réforme et de la Contre-Réforme.
Entre 1909 et 1912, Hauser est professeur à l'université de Dijon (1902-1916), où il enseigne l'histoire et la géographie modernes. À partir de 1919, il est chargé de cours d'histoire économique des temps modernes et contemporains à la faculté des lettres de Paris, puis professeur d'histoire économique dans la même faculté en 1927. En 1923, Hauser donne des conférences à la Harvard Business School, au King's College de Londres et à la London School of Economics. 
Il est nommé professeur d'histoire économique à la faculté des lettres de Paris en 1921. Il fut également titulaire de la chaire de géographie commerciale et industrielle au CNAM de 1918 à 1933. Une chaire d'histoire économique des temps modernes et contemporaines est créée pour lui à la faculté des lettres de Paris en 1927. Henri Hauser prend sa retraite académique en 1936 et devint professeur Honoraire. Marc Bloch lui succède.
Il dirige la thèse de Fernand Braudel.

### Activités de recherche et institutionnelles
Henri Hauser s'est intéressé à l'histoire de la Réforme, l'histoire économique et sociale des périodes moderne et contemporaine, l'histoire politique, histoire des relations internationales, géographie. Il a contribué à théoriser le domaine des sciences sociales en France, comme un ensemble pluridisciplinaire, et est considéré comme étant l’un des pères spirituels de l'École des Annales. Il a également écrit de nombreux ouvrages scolaires de géographie.
Il s'intéresse à la géographie et à l'économie contemporaine, et il co-crée la Société de géographie commerciale de Paris avec son frère Félix-Paul Hauser sur la partie concernant les Colonies. 
Il participa aussi au gouvernement de l'époque avec Étienne Clémentel en tant que conseiller. 
Ses activités académiques internationales furent nombreuses. Ainsi, il participe en 1928 au premier cours universitaire de Davos, avec de nombreux autres intellectuels français et allemands. En 1929, il fait partie des membres fondateurs du Comité international d'histoire des prix, dirigé par William Beveridge, et pour lequel il assure la coordination de la branche française.
Henri Hauser fut aussi Docteur Honoris Causa de l'Université de Lettonie à Riga, Université de Toronto (Canada, Ontario), Université de Tartu (Estonie). 
Hauser fut aussi Membre de l'Académie des sciences de Norvège .

#### Hauser et l'histoire sérielle
Dans l'historiographie des prix, Henri Hauser constitue une exception française. Il est en effet relativement isolé : il refuse la sérialité comme seule et unique condition de scientificité de l’histoire des prix. Pour lui, tout prix était en lui-même, isolément, intéressant. Alors que l'approche sérielle de l'histoire des prix, qui analyse des prix en séries et à intervalles de temps réguliers pour en mesurer l'évolution, tend à faire du prix une donnée (c'est-à-dire indicateur, surtout une fois agrégé), son approche fait du prix une source : les prix ont une signification, dans un contexte historique donné, sans qu'il soit nécessaire de les analyser quantitativement.
Ainsi, dans « Les “coutumes” considérées comme source de l'histoire des prix d'après Jean Bodin », Hauser soutient que pour critiquer Jean de Malestroit, Jean Bodin adopte une véritable démarche d'historien ; en effet, Bodin cherche à établir, pour diverses dates, non seulement le prix nominal, mais le prix réel des biens et des services, et à comparer ces prix avec ceux qui sont pratiqués à son époque. Pour ce faire, il analyse des documents judiciaires (par exemple des procès au cours desquels des rentes, stipulées en nature, ont été converties en annuités payables en espèces), mais il fait également cas des preuves législatives, c'est-à-dire du grand travail de rédaction des coutumes qui fut réalisé à la fin du XVe et dans les premières années du XVIe siècle. Ces coutumes, en effet, mentionnent très souvent des prix d'objets usuels qui pouvaient figurer dans les contrats.
Mettant en évidence des différences de prix entre régions, Bodin insiste sur la valeur de ces données en affirmant que les prix contenus dans les preuves judiciaires n'ont pas été fixés arbitrairement : ils résultent de discussions entre les personnes qui ont été consultées au moment de la rédaction.
Hauser reste prudent : il faudrait vérifier si ces prix légaux ont été pratiqués dans la réalité, et jusqu'à quelle date. Toujours est-il qu'il y a là une source non négligeable pour l'histoire des prix, et qu'un travail analogue à celui qui avait été esquissé par Bodin, à savoir un dépouillement méthodique et complet de toutes les données numériques incluses dans les coutumes, serait intéressant.
Hauser finira par être évincé du champ académique par l'influence dominante d'un Ernest Labrousse, à l'origine de l'histoire sérielle.

### L'impact du régime de Vichy sur sa vie
À partir de 1941, Henri Hauser est persécuté par le régime de Vichy. Lors du remplacement d'un confrère professeur démobilisé à la faculté de lettres de Rennes, il apprend qu'il doit quitter Rennes pour ne pas être arrêté. Hauser part se réfugier avec sa famille à Montpellier, qu'il ne quittera plus. Il continuera à écrire bien que devenant aveugle mais soutenu par son épouse Thérèse Franck et s'éteindra le 27 mai 1946 à Montpellier à l'âge de 80 ans.
Pendant l'Occupation, les Allemands pillent sa maison de campagne située à Herblay et vident la bibliothèque de son domicile parisien.

## Vie personnelle
Henri Hauser épouse le 3 septembre 1888 Thérèse Franck au cours d'une cérémonie civile au grand dam de leur famille.
Leur fille Alice Hauser est bactériologiste dans le laboratoire de bactériologie de Dijon et a obtenu une médaille d'argent des épidémies en 1916. Leur petite-fille Françoise Dabert-Hauser (1923-2014) épouse l'historien François Crouzet fils de Maurice Crouzet lui-même historien.
Son frère, Félix-Paul Hauser (1861-1916), est administrateur de 1re classe des affaires civiles en Indochine, résident-maire de Tourane (Da Nang) en Annam, de Hanoï et de Haïphong (Tonkin ) puis consul de Belgique à Dijon. 
Tous deux sont les neveux du journaliste et critique littéraire Henry Aron (1842-1885), directeur de la Revue des Deux Mondes, du Journal des débats et du Journal officiel, avant que celui-ci ne devienne propriété de l’État.  
Henri Hauser et son frère Félix-Paul sont les cousins de la normalienne et écrivaine Marguerite Aron, fille d'Adolphe frère ainé de Henry Aron et de Zelia Hauser leur mère.

## Publications

### Ouvrages
- Les Débuts de l'Âge Moderne. La Renaissance et la Réforme..
- Études sur la réforme française, Paris, Picard, 1909. De l'humanisme et de la Reforme
- Notre Empire Colonial, Henri Busson - Joseph Fevre - Henri Hauser - Éditeur Félix Alcan, 1910
- Les Méthodes allemandes d'expansion économique. Nlle éd. (4e), revue et corrigée. Paris, Armand Colin, 1916
- Germany's Commercial Grip on the World. Her Business Methods Explained, 1917. Cloth. New York: Scribners, 1917
- L'Amérique vivante Libr Plon 1923
- Précis de Géographie - 2e Année, L'Europe et la France, Félix Alcan, éditeur, 1918.
- Du Libéralisme à l'Impérialisme (1860 - 1878). 2e édition, révisée. Paris, Presses universitaires de France, 1952.
- Nationalité et nationalisme (1860-1878), Paris, PUF, 1968
- La France et ses colonies, Classe de Première
- Travailleurs et marchands dans l'ancienne France, Félix Alcan éditeur, 1920
- Asie et Insulinde. Afrique. ALCAN Félix éditeur, 7e édition, 1925
- La Modernité du XVIe siècle. Préface de Fernand Braudel Paris, Armand Colin, 1930
- Les Origines historiques des problèmes économiques actuels - Paris, Vuibert, 1930
- Histoire diplomatique de l'Europe (1871 - 1914), vol. 1 – 2, Paris, Presses universitaires de France, 1929.
- Nouvelles leçons de Géographie, Alcan Félix, éditeur 1932
- Les débuts du capitalisme en France, Grancher, 1931
- La prépondérance espagnole (1559-1660), 1933
- La Paix économique, A. Colin, 1935
- Henri Pirenne, Félix Alcan, 1936
- La Naissance du protestantisme, PUF, Paris, 1940
- Histoire économique de la France (2) Les Temps modernes 1789-1914 sous la direction de Sée, Henri. A. Colin, 1942
- La Pensée et l'Action économique du Cardinal de Richelieu, PUF, 1944
- Les Débuts de l'Âge Moderne, par Henri Hauser et Augustin Renaudet 4e éd. augmentée, Presses universitaires de France, 1946

### Articles
- François de la Noue (1531-1591), Paris, Hachette, 1892
- De Cleone demagogo : Thesim Facultati litterarum parisiensi, ex typis Oudin, 1892
- L'Alliance française. Conférence faite à l'hôtel de ville de Poitiers le 13 janvier 1893, Poitiers, Millet et Pain 1893
- La Poésie populaire en France au XVIe siècle, conférence à la Faculté des lettres de Clermont-Ferrand le 02/03/1894 Impr Montlouis
- Étude critique sur la "Rebeine" de Lyon (1529) Impr. de Daupeley-Gouverneur 1896
- Le travail des femmes aux XVe et XVIe siècles, V. Giard et E. Brière, 1897
- Ouvriers du temps passé. XVe – XVIe siècles, Paris, Alcan, 1909
- Les Sources de l'histoire de France. 2e partie : Le XVIe siècle (1494-1610), Paris, Picard, 1906-1915, 4 vol.
- Les Méthodes allemandes d'expansion économique, Paris, Armand Colin, 1915
- Le Sel  dans l'Histoire], Article dans la Revue Economique Internationale, 1927, Belgique, Impr. Goemare
- Réflexions sur l'histoire des banques à l'époque moderne (de la fin du XVe à la fin du XVIIIe siècle). In: Annales d'histoire économique et sociale, N. 3, Paris 1929. p. 335-351
- Les Origines historiques des problèmes économiques actuels, Paris, Vuibert, 1930
- La prépondérance espagnole, coll. "Peuples et Civilisations", Paris, Alcan, 1933
- Recherches et documents sur l'histoire des prix en France de 1500 à 1800, Paris, Les Presses modernes, 1936
- Économie et diplomatie. Les conditions nouvelles de la politique étrangère, Paris, Sirey, 1937

## Distinctions

### Décorations
- Officier de la Légion d'honneur en 1934
  -  Chevalier de la Légion d'honneur en 1919 [14]

#### Famille
- Chevalier de la Légion d'honneur, son frère Felix-Paul Hauser fut également chevalier de la légion d'honneur [15]

### Prix
- Prix Montyon de l’Académie française pour L’Or, décerné en 1902[16]
- Prix Saintour décerné par l'Institut de France en 1911
- Prix Audiffred décerné par l'Académie des sciences morales et politiques en 1922
- Prix Montyon de l’Académie française pour Propos d’un ignorant sur l’économie nationale, décerné en 1924[16]
- Prix Eugène-Carrière de l’Académie française pour La naissance du protestantisme, décerné en 1941[16]
- Prix d'Académie de l’Académie française pour l'ensemble de son œuvre, décerné en 1945

- Documents Gallica sur l'Indochine.
- Bulletin officiel de l'Indo-Chine.
- Journal Le Temps.